# Palmarès del Club Atlético Boca Juniors
Il Club Atlético Boca Juniors, noto come Boca Juniors, è una società polisportiva argentina con sede a Buenos Aires, che deve la sua fama soprattutto alla sezione calcistica. Il Boca è l'unica squadra argentina a non essere mai retrocessa: dal 1913 milita ininterrottamente in Primera División.
È, assieme all'Independiente, una delle due squadre sudamericane che hanno vinto più titoli internazionali. Con 18 trofei riconosciuti dalla CONMEBOL si colloca al terzo posto, alla pari con il Milan e l'Independiente e dietro all'Al-Ahly del Cairo (26) e al Real Madrid (33) per trofei confederali ed interconfederali vinti. È riconosciuto dalla FIFA come uno degli 11 club classici dell'Argentina e dei 54 dell'America meridionale.
È tra le nove squadre al mondo che sono riuscite a centrare, in due occasioni (nel 2000 e nel 2003), il triplete, composto dai titoli di campione nazionale, del continente e del mondo con la particolarità che si giocavano due campionati argentini nello stesso anno. Il club è stato inoltre nominato miglior club sudamericano del decennio 2001-2010 dall'Istituto Internazionale di Storia e Statistica del Calcio. È inoltre l'unica squadra argentina che può vantare la doppietta nazionale, avendo vinto nel 2018 il campionato argentino di massima serie e la Copa Argentina, risultato già ottenuto nel 1969 e nel 2015.

## Competizioni nazionali
- Campionato argentino: 35

1919, 1920, 1923, 1924, 1926, 1930, 1931, 1934, 1935, 1940, 1943, 1944, 1954, 1962, 1964, 1965, Nacional 1969, Nacional 1970, Metropolitano 1976, Nacional 1976, 1981, Apertura 1992, Apertura 1998, Clausura 1999, Apertura 2000, Apertura 2003, Apertura 2005, Clausura 2006, Apertura 2008, Apertura 2011, 2015, 2016-2017, 2017-2018, 2019-2020, 2022
- Copa Argentina: 4  (record)

1969, 2012, 2015, 2020
- Supercopa Argentina: 1

2018
- Copa de la Liga Profesional: 2

2020-2021, 2022
- Copa de Honor: 1

1925
- Copa de Competencia Jockey Club: 2

1919, 1925
- Copa Ibarguren: 5

1919, 1923, 1924, 1940, 1944
- Copa Estímulo: 1

1926
- Copa de Competencia Británica George VI: 1

1946
- Copa Los Reformistas de la Liga Central: 1

1906
- Copa Barone de la Liga Albión: 1

1908
- Copa San Martín de Tours: 5

1964, 1969, 1974, 1976, 1991

## Competizioni internazionali
- Coppa Libertadores: 6

1977, 1978, 2000, 2001, 2003, 2007

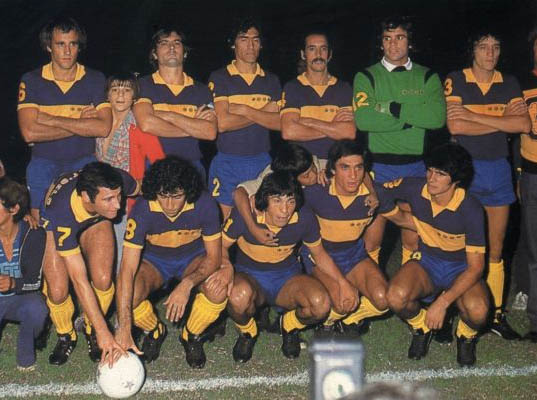
L'undici del Boca che vinse la Coppa Intercontinentale nel 1977.

- Copa Sudamericana: 2  (record condiviso col Independiente)

2004, 2005
- Recopa Sudamericana: 4  (record)

1990, 2005, 2006, 2008
- Supercoppa Sudamericana: 1

1989
- Coppa Intercontinentale: 3 (record argentino e mondiale condiviso con Milan, Peñarol, Club Nacional de Football, Real Madrid)

1977, 2000, 2003
- Copa Master: 1 (record a pari merito con il Cruzeiro)

1992
- Copa de Oro: 1  (record a pari merito con Cruzeiro e Flamengo)

1993
- Tie Cup: 1

1919
- Copa de Honor Cousenier: 1

1920
- Copa de Confraternidad Escobar - Gerona: 2 (record)

1945 (condiviso con Nacional), 1946

## Competizioni giovanili
- Blue Stars/FIFA Youth Cup: 3

2002, 2010, 2019
- Trofeo Dossena: 2

2002, 2003
- Torneo Internazionale Under-19 Bellinzona: 4

2000, 2001, 2016, 2017
- Coppa Libertadores Under-20: 1

2023
- Coppa Intercontinentale Under-20: 1

2023

## Altri piazzamenti
- Campionato argentino:

Secondo posto: 1927, 1928, 1933, 1945, 1946, 1947, 1950, 1958, Metropolitano 1973, Metropolitano 1978, Metropolitano 1982, 1988-1989, Apertura 1991, Apertura 1997, Apertura 2002, Clausura 2003, Clausura 2004, Apertura 2006, Clausura 2007, Clausura 2008, Final 2014
Terzo posto: 1914, 1918, 1921, 1922, 1937, 1955, 1956, 1966, Metropolitano 1970, Nacional 1972, Metropolitano 1974, Metropolitano 1975, 1989-1990, Apertura 1999, Clausura 2001, Apertura 2001, Clausura 2002, 2018-2019
- Copa Argentina:

Semifinalista: 2022, 2023
- Copa de la Superliga:

Finalista: 2019
- Supercopa Argentina:

Finalista: 2012, 2015, 2017
- Supercopa Internacional:

Finalista: 2022
- Copa de la Liga Profesional:

Semifinalista: 2021, 2024
- Trofeo de Campeones de la Liga Profesional:

Finalista: 2022
- Copa Ricardo Aldao:

Finalista: 1919, 1920, 1940
- Copa de Competencia Británica George VI:

Finalista: 1944, 1945
- Copa Estímulo:

Finalista: 1929
- Coppa Libertadores:

Finalista: 1963, 1979, 2004, 2012, 2018, 2023
Semifinalista: 1965, 1966, 1991, 2008, 2016, 2019, 2020
- Coppa Sudamericana:

Semifinalista: 2014
- Recopa Sudamericana:

Finalista: 2004
- Supercoppa Sudamericana:

Finalista: 1994
- Coppa Interamericana:

Finalista: 1977
- Coppa Iberoamericana:

Finalista: 1994
- Coppa Intercontinentale:

Finalista: 2001
- Coppa del mondo per club FIFA:

Finalista: 2007